# Rada Prezydialna Węgierskiej Republiki Ludowej
Rada Prezydialna Węgierskiej Republiki Ludowej – organ, będący kolegialną głową państwa w komunistycznej Węgierskiej Republice Ludowej pełniący rolę kolegialnej głowy państwa na mocy konstytucji z 1949 roku. Organ wypełniał idee kolegialnego sprawowania władzy, w myśl zasad ideologii komunistycznej. Rada była wybierana przez Zgromadzenie Narodowe. Została zniesiona 23 października 1989, wraz z przyjęciem nowej konstytucji, w wyniku której Radę Prezydialną zastąpił urząd prezydenta republiki.

## Przewodniczący Rady Prezydialnej
- 23 sierpnia 1949 – 9 maja 1950: Árpád Szakasits
- 9 maja 1950 – 14 sierpnia 1952: Sándor Rónai
- 14 sierpnia 1952 – 13 kwietnia 1967: István Dobi
- 13 kwietnia 1967 – 25 czerwca 1987: Pál Losonczi
- 25 czerwca 1987 – 29 czerwca 1988: Károly Németh
- 29 czerwca 1988 – 23 października 1989: Brúnó Ferenc Straub